# Teocles (poeta)
Teocles (en llatí Theocles, en grec antic Θεοκλῆς) fou un poeta grec nascut a Naxos o potser a Erètria, d'època desconeguda.
Se li atribueix la invenció del metre elegíac, però aquesta tradició sens dubte no s'ajusta a la realitat, ja que l'etimologia amb que ho justifiquen Suides i l'Etymologicum Magnum, és absurda.
Els seus versos sembla que eren de caràcter llicenciós. Probablement és el mateix Teocles que va escriure en versos ithiphallicus, segons diu Ateneu de Naucratis, que en reprodueix tres línies.